# Deutsch (этимология слова)
Слово deutsch ([ˈdɔʏtʃ]о файле) в немецком языке происходит от древневерхненемецкого diutisc (в западнофранкском — *Þeodisk), которое означает «принадлежащий к народу» (слова *Þeudā в прагерманском и произошедшее от него древневерхненемецкое diot[a] в общем смысле обозначали «народ»). Так идентифицировали себя германцы в противоположность соседним народам, говорящим на иных языках: славянских на востоке и романских (вельшских) на юге.

## Исторические корни слова
Индоевропейский корень *teuta имеет значение «народ», «люди» (ср. также кельтское Túatha Dé Danann). Впервые слово появилось в IV столетии в готском переводе Библии Вульфилы. Греческое слово ἐθνικός, которое означало «языческий», «принадлежащий к язычникам», он перевёл готским þiudisko.
Слово diutisc было собирательным для всех народов (готов, франков и прочих), родство языков которых прослеживалось лучше всего. И наоборот — оно противопоставлялось другим народам, говорящим преимущественно на романских языках. Слово theudische стало обозначением языка этого народа, предшественника современного нововерхненемецкого языка. Как народный язык deutsch (в виде theudische) впервые описывается в послании нунция Грегора папе Адриану I в 786 году. В IX веке Отфрид Вейсенбургский также использовал это слово в своём Евангелии. Верхняя граница, когда можно говорить об окончательном укоренении слова как собирательного для всех германцев, отмечена Средневековьем. В редакции одного из древнейших правовых источников германцев — Саксонского зерцала — прямо указывается на то, что обозначение deutsch распространяется на все немецкие земли: Iewelk düdesch lant hevet sinen palenzgreven: sassen, beieren, vranken unde svaven (В каждой немецкой земле есть свой пфальцграф: у саксов, баварцев, франков и швабов).

## Слово deutsch в языках мира
Слово Deutsche как самоназвание немцев, а также Deutsch — как название языка косвенно зафиксировано в аналогичных названиях в других языках. Например: в фарерском (Týskland, Týskt), во фризском (Dútslân, Dútsk), исландском (Þýskaland, þýska), нидерландском (Duitsland, Duits), китайском ( déyìzhì - 德意志 (deutsch), Dégúo — 德国 (Германия), Dégúorén — 德国人), вьетнамском (Đức, Tiếng Đức) и в других. В некоторых языках используются названия, происходящие от самоназвания алеманнов (например, во французском, арабском) или собственные названия (как, например, němьci в славянских языках). Реже встречаются производные от названий народа саксов (в финском, эстонском) или баваров (лужицкие языки).